# Protoceras
Protoceras ("primeros cuernos") es un género extinto de artiodáctilos, de la familia de los protocerátidos.

## Taxonomía
Protoceras fue nombrado por Marsh (1891). Su especie tipo es Protoceras celer. Es el género tipo de Protoceratidae y la subfamilia Protoceratinae. Fue asignado a Protoceratidae por Marsh (1891) y Carroll (1988); y a Protoceratinae por Matthew (1908), Webb (1981), Prothero (1998), Webb (2003) y Prothero y Ludtke (2007).

## Morfología
Protoceras medía aproximadamente 1 m (3 pies 4 pulgadas) de longitud corporal y parecía un ciervo en términos generales. Al igual que otros protocerátidos tenía tres pares de cuernos en su cráneo, que en vida probablemente estuvieran cubiertos de piel, al igual que los de la jirafa. Eran sexualmente dimórficos, dado que las hembras sólo tenían un par de cuernos (los que se hallan en la parte posterior del cráneo), que eran más cortos que el mismo par en los machos. Los machos probablemente utilizaban estos cuernos para la exhibición, impresionando a las hembras o bien para intimidar a los rivales. Debido a la orientación de los cuernos los machos probablemente los mostraran de lado en lugar de frontalmente.

## Galería

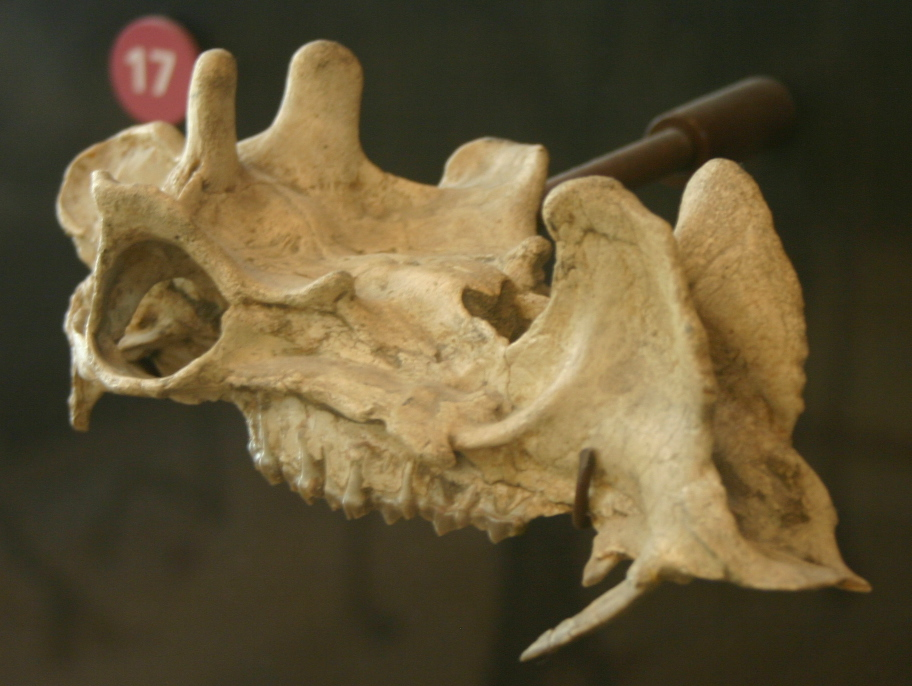
Cráneo de un macho de Protoceras celer.
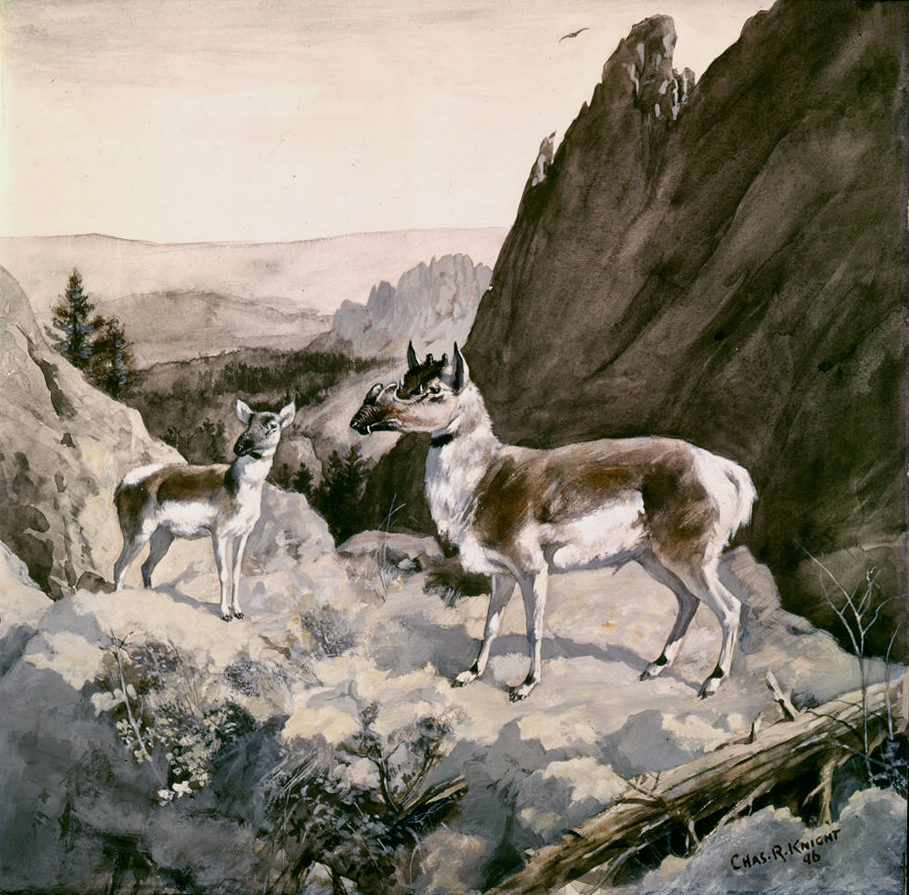
Restauración de un macho y una hembra por Charles R. Knight.
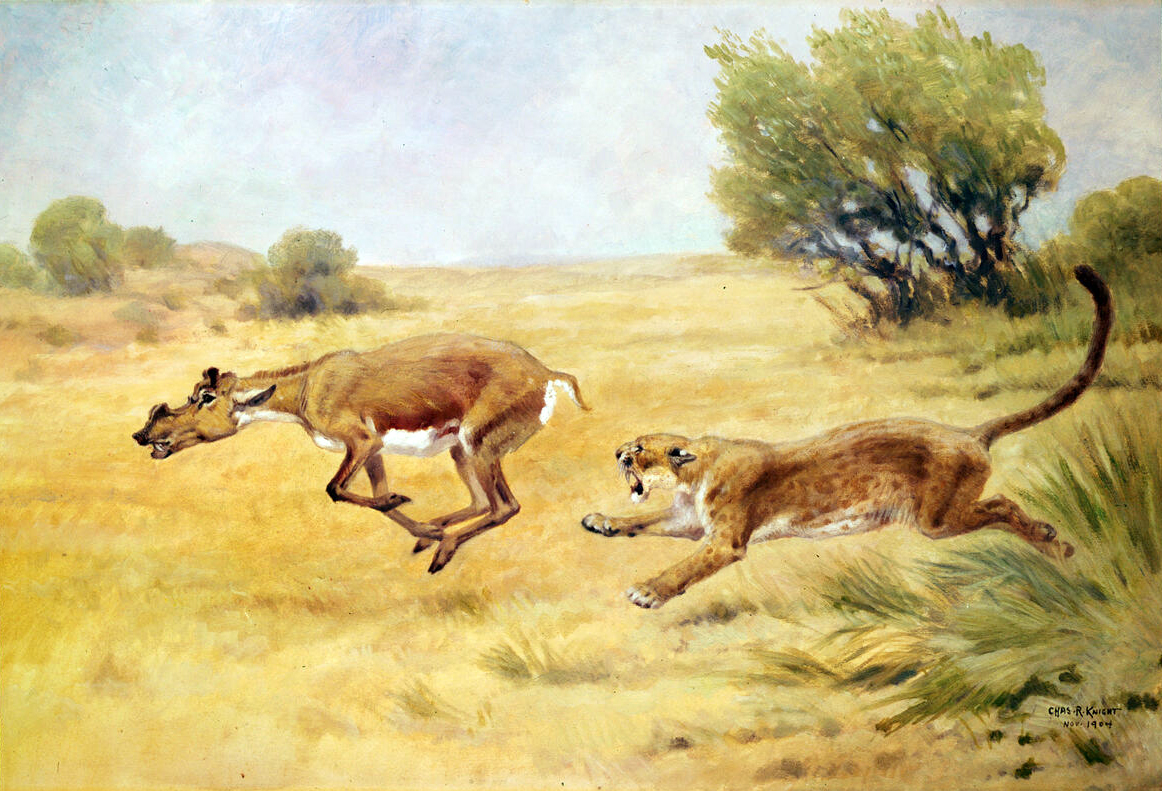
Un Dinictis perosguiendo a un Protoceras.
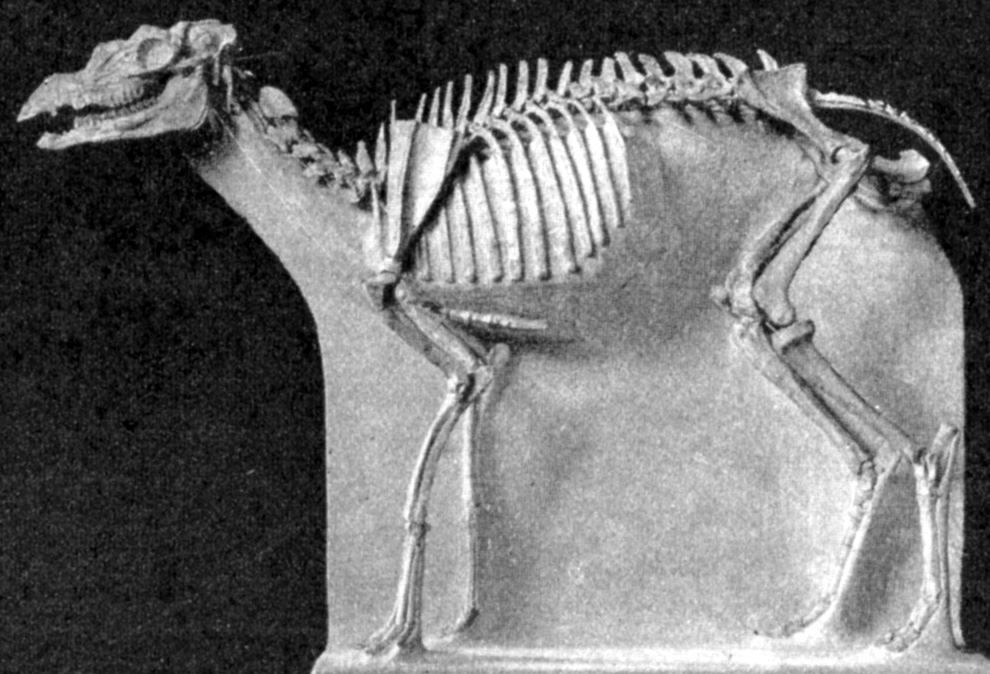
Esqueleto completo de Protoceras.